# Mitchel Musso
Mitchel Tate Musso (Garland, Texas, 9 de Julho de 1991) é um ator e cantor norte-americano, famoso por interpretar Oliver Oken, na série Hannah Montana. Em 2010 gravou Par de Reis, mas acabou abandonando o elenco na terceira temporada.
Começou sua carreira como ator em 2002 no filme The Keyman e ficou conhecido em 2005 pelo filme Cãofusão. Como cantor Mitchel lançou em 2009 um álbum pop intitulado Mitchel Musso e em 2010, Brainstorm (álbum). Em 2007 começou a fazer a dublagem de Jeremy Jhonson na série animada do Disney Channel Phineas e Ferb. Em 2010 começou a interpretar Brady Duke na série do Disney XD Par de Reis na qual interpretou até 2012 quando saiu por ter sido pego dirigindo bêbado em Outubro de 2011 e em 2011 virou o apresentador da série do Disney Channel PrankStars na qual parou no mesmo ano pelo mesmo motivo de Par de Reis.

## Início
Mitchel Musso nasceu e cresceu em Garland, Texas. Ele é filho de Katherin e Samuel Musso e tem 5 irmãos Marc Musso, que apareceu no filme Secondhand Lions ao seu lado e Mason Musso que tem uma banda, Metro Station.

## Carreira de Ator
Em 2004, Mitchel fez sua estreia cinematográfica em "Secondhand Lions", ao lado de seu irmão Marc. Antes de estar no elenco de "Secondhand Lions", ele havia aparecido em vários filmes: "Am I Cursed?" como Richie e "The Keyman" como olheiro, ambos em 2002. Musso também estrelou em três episódios de King of the Hill como a voz do amigo Bobby Hill Curt nos episódios "The Powder Puff Boys" e "Bobby Rae", e como o garoto surfista em "Intersection Quarta Onda", em 2007.
Além de seu papel como Oliver Oken em Hannah Montana do Disney Channel, Musso também fez vozes para Jeremy Johnson de Phineas e Ferb, um menino de quem a irmã de Phineas, Candace (Ashley Tisdale) tem uma queda. Outros trabalhos incluem a voz de Raymond Figg no filme original do Disney Channel, "Life Is Ruff", a voz de Aang na versão do episódio piloto de Avatar: "The Last Airbender", a voz de DJ no filme A Casa Monstro, e Hannah Montana: O Filme, que foi lançado em 10 de abril de 2009. Musso estava no primeiro Disney Channel Games em 2006 no Time Verde, e apareceu na equipe vermelha em 2007 e 2008. Participou de Disney's Friends for Change Games em 2011, sendo capitão da equipe vermelha e junto com sua equipe, vencedor. Ele também apareceu no filme de TV Walker, Texas Ranger: Trial by Fire ao lado de Chuck Norris e Selena Gomez. Em 2 de junho de 2008, Musso foi um convidado surpresa no Prêmio Spotlight no North Shore Music Theatre em Beverly, Massachusetts. Ele apresentou os prêmios de Melhor Ator e Melhor Atriz do ano 2007-2008. Em 2008, Mitchel e Miley Cyrus fizeram uma aparição no vídeo Seventeen Forever, da banda Metro Station, no qual o irmão de Mitchel e irmão de Miley faziam parte.
No final de 2009, foi lançado Musso, ao lado de Doc Shaw, em uma nova série de televisão da Disney XD intitulado Par de Reis. A série começou a produção em Março de 2010, após a produção da última temporada de Hannah Montana (em que Musso é personagem recorrente). A série estreou em 10 de setembro de 2010. Foi anunciado que Musso seria o anfitrião da série do Disney Channel na mais recente realidade escondida da câmera, PrankStars, que fez sua estreia em 15 de julho de 2011.
Em 2013, Musso estrelou um videoclipe chamado She Will Be Free em formato de curta metragem da banda country americana Josh Abbott. O videoclipe serviu como um alerta contra o tráfico de pessoas.

## Musicalmente
Musso cantou um remake remixada da música "Lean On Me" para o filme da Disney, Snow Buddies; o vídeo da música está incluída no DVD e a canção está incluída na Radio Disney Jams 10 CD. Musso também cantou a canção "If I Didn't Have You" com Emily Osment para o CD Disney Mania 6. Para o seu filme de 2009, Um Mascote Chocante, Musso fez parceria com Tiffany Thornton, de Sunny entre Estrelas, para gravar uma canção chamada "Let It Go" que foi usada no filme. Os dois também trabalharam em um videoclipe para a canção que foi lançada para o Disney Channel. Musso também gravou uma canção chamada "The Girl Can't Help It" para outro filme do Disney Channel, Programa de Proteção para Princesas. "Let it Go" e "The Girl Can't Help It" está na coletânea Disney, Disney Channel Playlist, que foi lançado em 9 de junho de 2009.
Para uma campanha do Disney Channel sobre responsabilidade com o meio ambiente, Musso gravou uma música chamada "The Three Rs" que  ganhou um videoclipe, exibido durante os intervalos da programação do canal.
Musso gravou, também, uma versão para a música Jingle Bell Rock.
Musso lançou seu auto-intitulado álbum de estreia em 2 de junho de 2009. Seu primeiro single, "The In Crowd", um cover de uma canção de John Hampson, estreou na Rádio Disney em 5 de dezembro de 2008. A música também é destaque na Radio Disney Jams, Vol. 11. Seu segundo single, "Hey", foi lançado em 15 de maio de 2009 na Rádio Disney com um vídeo musical que estreou no Disney Channel. Ele também lançou uma turnê em agosto de 2009, como seu ato de abertura. A turnê concluiu em 24 de setembro em Nova Orleans, Louisiana. No sábado, 4 de setembro de 2010, fez um show gratuito no Great New York State Fair Chevy Tribunal. Uma semana mais tarde ele colocou um novo show gratuito na Feira Estadual de Utah. Novo álbum de Musso, 'Brainstorm' foi lançado em 23 de novembro de 2010. Ele fez um vídeo para cada uma de suas canções do álbum, contando uma história dividida em 8 partes (uma para cada faixa do EP).
Musso gravou a música 'Top Of The World' (que foi usada na abertura de Par De Reis) juntamente com, Doc Shaw, que atuou ao seu lado na série. A música "Live Like Kings", interpretada por Musso, também fez parte da trilha sonora da série.
Em Phineas e Ferb, há uma canção natalina intitulada "Thank You Santa Claus", cantada pelo personagem Jeremy Johnson, dublado por Mitchel.
Para o programa Prank Stars do Disney Channel, no qual Mitchel foi o apresentador, foi gravada na voz de Musso a música "Look On Your Face", para a abertura do programa.
O cantor Twompson P. lançou uma música intitulada "Ms. Missed", com a participação de Mitchel Musso que, há pouco tempo, participou, também, da música "I'm So Me" da banda VA Stretz e de "We Are We Are", com Darby Wilson.
Musso também lançou, recentemente, algumas músicas via YouTube, como 'Replaceable' e duas com a participação de Kyle Edwards, 'Crystal Ball' e 'Rollin'.
Ele e Kyle E. também participaram de duas músicas do cantor Brandon J. 'Time Of Our Lives' e 'Bout To Blow Up'.
Em novembro de 2012, vazaram na internet duas novas músicas de Mitchel Musso, que supostamente estarão no próximo álbum no qual o cantor está trabalhando, Lonely, que até agora não tem previsão para lançamento. As músicas são "Take Me Down" e "Dance Floor" e, até o momento, tiveram baixíssima repercussão.
Em dezembro do mesmo ano, um vídeo foi colocado no YouTube onde Mitchel está dentro de um carro preto escutando uma música sua, chamada "Dead Man Walking".

## Problemas com a Polícia
No dia 16 de Outubro de 2011, Mitchel Musso foi preso na Califórnia, enquanto dirigia um Mercedes Benz sob influência de álcool, devido ao fato de Musso não ter 21 anos (que é a idade permitida para se consumir álcool nos Estados Unidos) e de, também, não ter conseguido passar nos testes feitos pelo policial que o parou na rua, como andar em linha reta. Musso foi liberado após pagar uma fiança de US$5.000, e não precisou passar nenhuma noite detido.

## Trabalhos na TV e no Cinema
| Filmes                  | Filmes                             | Filmes                          | Filmes                          |
| Ano                     | Filme                              | Personagem                      | Notas                           |
| ----------------------- | ---------------------------------- | ------------------------------- | ------------------------------- |
| 2009                    | Hannah Montana: The Movie          | Oliver Oken                     |                                 |
| 2009                    | Hatching Pete                      | Cleatus Poole                   |                                 |
| 2006                    | Monster House                      | DJ                              | Voz                             |
| 2005                    | Life Is Ruff                       | Raymond Figg                    | Disney Channel Original Movie   |
| 2002                    | Am I Crushed?                      | Richie                          |                                 |
| 2002                    | The Keyman                         | Cub Scout                       |                                 |
| Televisão               |                                    |                                 |                                 |
| Ano                     | Série                              | Personagem                      | Notas                           |
| 2011                    | PrankStars                         | Mitchel Musso                   | Apresentador                    |
| 2010-2012 (fevereiro)   | Pair of Kings                      | Brady                           | 48 episódios                    |
| 2008-2015               | Phineas and Ferb                   | Jeremy Johnson                  | Voz                             |
| 2006-2009               | Hannah Montana                     | Oliver Oken / Pedro Stalone III | 74 episódios                    |
| 2003                    | Oliver Beene                       | One Nad                         |                                 |
| Participações especiais |                                    |                                 |                                 |
| Ano                     | Programa                           | Personagem                      | Notas                           |
| 2010-2011               | Hannah Montana Forever             | Oliver Oken                     | 2 episódios                     |
| 2008                    | Metro Station - Seventeen Forever  | Cameo                           | Music Video                     |
| 2008                    | Disney Channel Games 2008          | ele mesmo                       | Time Vermelho (Infernais)       |
| 2007                    | Shorty McShorts' Shorts            | Kevin                           | Voz                             |
| 2007                    | Disney Channel Games 2007          | ele mesmo                       | Time Vermelho                   |
| 2006                    | Disney Channel Games 2006          | ele mesmo                       | Time Verde                      |
| 2005                    | Walker Texas Ranger: Trial by Fire | Josh Whitley                    |                                 |
| 2005                    | Avatar: The Last Airbender         | Aang                            | Voz (apenas no episódio piloto) |

## Discografia

### Álbuns de estúdio
| Ano  | Detalhes do álbum                               |
| ---- | ----------------------------------------------- |
| 2009 | Mitchel Musso - Lançado: 2 de Junho de 2009     |
| 2010 | Brainstorm - Lançamento: 22 de novembro de 2010 |
| 2013 | Lonely - Lançamento: Sem previsão               |

### Outras Músicas
| Ano                                                 | Música                                 | Posições | Posições | Posições | Posições | Posições | Álbum                    |
| Ano                                                 | Música                                 | US Hot   | US Pop   | CAN      | IRE      | UK       | Álbum                    |
| --------------------------------------------------- | -------------------------------------- | -------- | -------- | -------- | -------- | -------- | ------------------------ |
| 2009                                                | "The Three Rs"                         | —        | —        | —        | —        | —        | Schoolhouse Rock!-Earth  |
| 2009                                                | "Let It Go" (with Tiffany Thornton)    | —        | —        | —        | —        | —        | Disney Channel Playlist  |
| 2009                                                | "Let's Make This Last 4Ever"           | —        | —        | —        | —        | —        | Hannah Montana 3         |
| 2009                                                | "The Girl Can't Help It"               | —        | —        | —        | —        | —        | Disney Channel Playlist  |
| 2009                                                | "Every Little Thing She Does Is Magic" | —        | —        | —        | —        | —        | Wizards of Waverly Place |
| "Stand Out"                                         | —                                      | —        | —        | —        | —        | —        | DisneyMania 7            |
| "Top of the world feat. Doc Show e Live Like Kings" | —                                      | —        | —        | —        | —        | —        | Pair of Kings            |

"License For Love"
"Red Carpet"
"Leavin'"
"Revolution"
"White Striped Gloves"